# شوانوده
شوانوده (به آلمانی: Schwanewede) یک شهر در آلمان است که در استرهلتس واقع شده‌است. شوانوده ۱۹٬۹۵۱ نفر جمعیت دارد.